# Catalina de Rambouillet
Catalina de Vivonne, marquesa de Rambouillet (Catherine de Vivonne, en francés; Roma, 1588-París, 2 de diciembre de 1665) fue una mujer excepcional, creadora, en el siglo XVII, del primer salón literario parisino en su palacio hôtel de Rambouillet, (situado rue Saint Thomas du Louvre, antigua calle que ya no existe), aproximadamente en el lugar del Pavillon Turgot del Museo del Louvre.
A causa de su precaria salud, así como por las costumbres de la Corte, decidió atraer a su casa a literatos y artistas. Era una apasionada de las artes, la literatura, la historia y hablaba varios idiomas.
Mantuvo un salón de mucho éxito con la ayuda de su hija Julia (1607-1671), en cuyo honor se compuso La guirnalda de Julia, hasta que esta se casó, en 1645, con el duque de Montausier.
Su salón ejerció una gran influencia en la lengua francesa así como en la literatura de su tiempo. Aunque Molière ridiculizara los modales de quienes alternaban en este salón, en su obra Las preciosas ridículas, precisamente fueron estas «preciosas» las que desempeñaron un importantísimo papel en la renovación del vocabulario francés.
Este salón fue uno de los pocos que dio preponderancia a la mujer, a diferencia de los otros salones que eran frecuentados, casi exclusivamente, por hombres. A tal fin, Madame de Rambouillet dirigía, con gran acierto, un grupo de mujeres jóvenes, todas de buena cuna, que amenizaban las reuniones con su encanto y su gracia.
Para ello reconstruyó el palacete (hôtel) de su padre basándose en planos que ella misma diseñó, con el objetivo de que tuviese habitaciones más preparadas para las recepciones, destacando una sucesión de salones comunicados al estilo italiano.
Apodada Arthénice, anagrama compuesto por Malherbe, está representada por el personaje de Cléomire en la obra Artaméne ou le Grand Cyrus, escrita por Madeleine y Georges de Scudéry. Cyrus es Enghien, personaje que representa al Gran Condé.
Entre las personas que frecuentaban el salón Rambouillet cabe citar a:
- François de Malherbe
- la duquesa de Longueville
- M. de Chaudebonne
- Antoine Godeau
- Honorat de Bueil, marqués de Racan
- Marc-Antoine Girard de Saint-Amant
- Georges de Scudéry
- Jean Desmarets de Saint-Sorlin
- Roger de Bussy-Rabutin
- Claude de Malleville
- François Maynard
- Jean Ogier de Gombauld
- Pierre Corneille
- Angélique Paulet
- Marie-Madeleine Pioche de la Vergne
- Madame de Sévigné
- Guillaume Colletet
- Claude Favre de Vaugelas
- Gédéon Tallemant des Réaux
- Vincent Voiture